# Réservoir Decelles
Pour les articles homonymes, voir Decelles.
Le réservoir Decelles est un plan d'eau douce du territoire non organisé de Les Lacs-du-Témiscamingue, dans la municipalité régionale de comté (MRC) de Témiscamingue, dans la région administrative de l'Abitibi-Témiscamingue, au Québec, au Canada.

## Géographie
Au début des années 1940, la Noranda Power Co. a construit un barrage sur la rivière des Outaouais, au sud de Malartic (Québec). Le niveau de l'eau s'est élevé progressivement, transformant le lac Decelles en un imposant réservoir de plus de 200 km² de superficie. Sa longueur est de 58 km et sa largeur de 27 km.
Le réservoir s'étend dans les cantons de Le Barroys, de Mazérac, d'Allemand, de Laudanet, de Jourdan et de Laubanie. Situé dans une région assez marécageuse du Témiscamingue, ce réservoir est à plus de 100 km au nord-est du lac Témiscamingue et à environ 40 km au sud de la ville de Val-d'Or. Le hameau et le barrage de Rapide-Sept s'élèvent près de l'extrémité nord-ouest du réservoir. Ce réservoir comporte de nombreuses îles et presqu'îles dont certaines divisent ce vaste plan d'eau en plusieurs zones.

## Toponymie
L'origine des toponymes "Réservoir Decelles" et "Canton Decelles" sont interreliés. Le toponyme "Réservoir Decelles" a été officialisé en 1948 par la Commission de géographie du Québec. Il évoque l'œuvre de vie d'Alfred Duclos De Celles (1843-1925), journaliste érudit.
Le toponyme Lac DeCelles est inscrit dans le premier rapport de la Commission de géographie de 1916, tout comme l'appellation du canton, qualifié de désignation récente. Le réservoir Decelles porte également le nom algonquin de "Namawash", qui signifie esturgeon. Variante : "Nimewaja Lake".
Le toponyme Réservoir Decelles a été officialisé le 5 décembre 1968 à la Banque des noms de lieux de la Commission de toponymie du Québec.